# Jon Plazaola
Jon Plazaola Larrañaga (Urretxu, 28 de març de 1982) és un actor i humorista basc.

## Biografia
Va néixer el 28 de març de 1982 a la localitat d’Urretxu, a Guipúscoa. L'any 2000 va començar la carrera de Belles arts en la Universitat del País Basc, finalitzant els seus estudis en 2005. En 2009 es trasllada a Madrid, on comença els seus estudis a l'Institut de Cinema de Madrid, diplomant-se en guió de cinema i televisió i tècnic en processos audiovisuals.
Des de 2001 porta treballant com a còmic i monologuista. En 2004 comença a treballar en la televisió autonòmica basca, EITB, on ha realitzat la major part dels seus treballs en televisió. En el 2015, protagonitza la sèrie Allí abajo d'Antena 3.
El 20 de març de 2017 va aparèixer al programa de televisió El hormiguero al costat de María León.
El juliol de 2018, Allí abajo va ser renovada per a una cinquena i última temporada que va ser gravada a la fi d'aquest mateix any.
Durant l'estiu de 2018, va participar en Zapeando substituint Quique Peinado o Miki Nadal

## Filmografia

### Sèries de televisió
| Any            | Sèrie                | Canal                          | Personatge                    | Notes        |
| -------------- | -------------------- | ------------------------------ | ----------------------------- | ------------ |
| 2015 - 2019    | Allí abajo           | Antena 3                       | Iñaki Irazabalbeitia Galartza | 69 episodis  |
| 2020           | Patria               | HBO España                     | Eneko                         | 1 episodi    |
| 2020 - 2021    | Madres. Amor y vida  | Amazon Prime Video i Telecinco | Eduardo Carrasco López        | 17 episodis  |
| 2021 - 2022    | Amar es para siempre | Antena 3                       | Raúl García Corcuera          | 259 episodis |
| 2023 – present |                      | ETB1                           | Mikel                         | ¿? episodis  |

### Cinema
| Any  | Títol                   | Personatge |
| ---- | ----------------------- | ---------- |
| 2016 | Villaviciosa de al lado | Carlos     |
| 2019 | La pequeña Suiza        | Gorka      |

### Programes de televisió
| Any                                          | Títol                 | Canal    | Funció                 |         |
| -------------------------------------------- | --------------------- | -------- | ---------------------- | ------- |
| 2004                                         | Europa Euskeraz       | ETB1     | Presentador            |         |
| 2004                                         | Wazemank              | ETB1     | Guionista              |         |
| 2004-2005                                    | Pika Pika             | ETB1     | Presentador            |         |
| 2006                                         | Betizu                | ETB1     | Guionista              |         |
| 2007                                         | Ni hao China          | ETB1     | Guionista              |         |
| 2011-2012                                    | Finlandia             | ETB1     | Guionista              |         |
| 2012                                         | Kontuz, Atsuak!       | ETB1     | Director               |         |
| 2014-2015                                    | Kontrako Eztarria     | ETB1     | Presentador i director |         |
| 2014                                         | GI-631                | ETB1     | Director               |         |
| 2015                                         | ¡Ahora caigo!         | Antena 3 | Invitat                |         |
| 2015, 2016 1, 2016 2, 2017, 2018, 2019, 2020 | El hormiguero 3.0     | Antena 3 | Invitat                |         |
| 2015; 2017                                   | El club de la comedia | Antena 3 | La Sexta               | Invitat |
| 2017                                         | Tu cara me suena      | Invitat  |                        |         |
| 2018-2019                                    | Zapeando              | La Sexta | Col·laborador          |         |
| 2020                                         | Barre Librea          | ETB1     | Presentador            |         |

## Premis
- Premi Neox Fan Awards 2015 (Atresmedia) Al millor Actor per Allí abajo (Antena 3).